# Petr Kajnar
Petr Kajnar (* 28. ledna 1956 Ostrava) je český politik, v letech 2004 až 2012 zastupitel Moravskoslezského kraje a v letech 2006 až 2014 primátor města Ostravy. Od roku 1997 byl členem ČSSD, ale v roce 2014 byl ze strany vyloučen. Následně založil nové hnutí Ostravské fórum, kterému předsedal. V roce 2019 se vrátil do ČSSD a v letech 2020 až 2024 byl opět zastupitelem a radním Moravskoslezského kraje.

## Vzdělání a profese
Vystudoval technickou kybernetiku na Vysokém učení technickém v Brně (1982). Působil na pozici ředitele vojenského opravárenského podniku nebo zástupce generálního ředitele Ostravských vodáren a kanalizací. Mluví anglicky a německy, pasivně umí rusky a polsky.

## Politická kariéra
Stal se signatářem Charty 77, po listopadu 1989 se stal jedním ze zakladatelů Občanského fóra v Ostravě. Poprvé byl Petr Kajnar zvolen členem Zastupitelstva města Ostravy na roky 1990–1994. Kandidoval za Občanské fórum a po jeho rozštěpení v roce 1991 byl členem Občanského hnutí. Znovu byl zvolen členem zastupitelstva města v roce 2002. Členem ČSSD byl od roku 1997.
V letech 2002–2006 působil ve funkci investičního náměstka ostravského primátora. Primátorem města Ostravy se stal v listopadu 2006 po uzavření koalice s ODS. Ta sice v komunálních volbách zvítězila, avšak nebyla schopna složit většinovou koalici. Její lídr, RNDr. Lukáš Ženatý, Ph.D., se stal prvním náměstkem primátora. Petr Kajnar byl zvolen 42 hlasy zastupitelů. V komunálních volbách v roce 2010 ČSSD porazila ODS o 13,6 % a Kajnar obhájil pozici ostravského primátora. Na následující čtyři roky byla opět uzavřena koalice ČSSD a ODS.
Podobně jako jeho předchůdce i on hájil kontroverzní projekt na území bývalé koksovny Karolina. Proslul také některými kontroverzními výroky, např. že „stromy do centra města nepatří“ nebo že „knihovna je dnes v době internetu přežitek“.
Z funkce investičního náměstka i primátora prosazoval postupnou výstavbu průmyslových zón v Mošnově a v Hrabové, které město buduje postupně od roku 2004.
Na konci ledna 2014 navrhla místní organizace ČSSD v Ostravě-Porubě, aby bylo Kajnarovi zrušeno členství v ČSSD (pro tento návrh hlasovalo 101 lidí ze 119 zúčastněných). Důvodem byly žaloby na kandidátky, které podával před předčasnými volbami do Poslanecké sněmovny PČR v roce 2013 z důvodu, že se na kandidátku nedostal. Návrh na zrušení členství pak 24. února 2014 potvrdil okresní výkonný výbor strany. V důsledku toho podal Kajnar na ČSSD žalobu.
Později v roce 2014 vstoupil do nově založeného hnutí Ostravské fórum a vedl jej jako lídr v komunálních volbách v roce 2014. Hnutí však získalo pouze 4,95 % hlasů a do Zastupitelstva města Ostravy se vůbec nedostalo. Petr Kajnar tak skončil jako zastupitel a později i primátor města.
Na konci roku 2019 se však do ČSSD vrátil a stal se lídrem strany v Moravskoslezském kraji pro krajské volby v roce 2020, v nichž se mu podařilo získat mandát. Dne 5. listopadu 2020 se navíc stal radním kraje pro územní plánování.
V komunálních volbách v roce 2022 kandiduje do Zastupitelstva města Ostravy z pozice lídra kandidátky koalice ČSSD a hnutí LEČO. Za stejné uskupení kandiduje i do Zastupitelstva městského obvodu Ostrava-Jih.
V krajských volbách v roce 2024 obhajoval jako člen SOCDEM mandát zastupitele Moravskoslezského kraje, ale neuspěl. Strana se do krajského zastupitelstva se ziskem 2,67 % hlasů vůbec nedostala.

## Rodina
Je podruhé ženatý, má čtyři děti. Jeho dcera z prvního manželství Zuzana (* 1982) je herečka. Jeho bývalým švagrem je Lubomír Zaorálek.